# جکسون مولکا
جکسون مولکا (انگلیسی: Jackson Muleka؛ زادهٔ ۴ اکتبر ۱۹۹۹) بازیکن فوتبال است.
از باشگاه‌هایی که در آن بازی کرده‌است می‌توان به باشگاه فوتبال استاندارد لیژ اشاره کرد.
وی همچنین در تیم‌های ملی فوتبال جوانان، امید و بزرگسالان جمهوری دموکراتیک کنگو بازی کرده‌است.